# Резолюция Генеральной Ассамблеи ООН № 60/285
Резолюция Генеральной Ассамблеи ООН № 60/285 — Резолюция № 60/285 под названием «Положение на оккупированных территориях Азербайджана» была принята Генеральной Ассамблеей Организации Объединённых Наций 7 сентября 2006 года на 98-м пленарном заседании 60-й сессии организации. В документе выражается серьёзная озабоченность по поводу пожаров, нанёсших значительный ущерб окружающей среде на оккупированных территориях Азербайджанской Республики. Резолюция № 60/285 является шестым документом, принятым ООН по карабахскому конфликту, и вторым документом, принятым Генассамблеей ООН. В документе нет ссылок на предыдущие резолюции ООН. Резолюция была принята консенсусом без голосования.

## Предпосылки
Вооружённый конфликт, начавшийся между Арменией и Азербайджаном в конце 1980-х годов, привёл к тому, что около миллиона азербайджанцев стали беженцами и вынужденными переселенцами, а также к оккупации Нагорного Карабаха и семи прилегающих районов армянскими вооружёнными силами. В мае 1994 г. было достигнуто соглашение о прекращении огня.
Вооружённые столкновения, которые время от времени происходили на фронте, также сопровождались экологическим ущербом. Так, по распространенной азербайджанской прессой информации, только в 2001—2006 годах в 5 оккупированных районах было совершено 23 пожара.
Летом 2006 года армяне впервые устроили массовые пожары в восточной части оккупированных территорий. По официальной информации Министерства экологии и природных ресурсов Азербайджана, начиная с 2006 года, в результате регулярных пожаров было уничтожено более 110 тысяч гектаров плодородных земель. Министр иностранных дел Азербайджана Эльмар Мамедъяров заявил прессе, что для ликвидации экологической катастрофы правительство хочет принять международные меры с участием армянской стороны, которая несет ответственность за пожары. Правительство Азербайджана попросило ОБСЕ направить официальную миссию по установлению фактов для оценки ущерба окружающей среде. Постоянный представитель Азербайджана при ООН Яшар Алиев во время своего выступления на Генеральной Ассамблее ООН в сентябре того же года передал информацию о том, что в начале июня в Азербайджане были зарегистрированы сильные пожары в оккупированных Агдамском и Ходжавендском районах площадью более 130 км². По его словам, пожары, распространившиеся в июле и на Физулинский, Джебраильский и Тертерский районы, в сентябре повредили более 600 км².
На 98-м пленарном заседании 60-й сессии Генеральной Ассамблеи ООН представитель США Алехандро Дэниэл Вольф, выступая от имени стран-сопредседателей Минской группы ОБСЕ, заявил, что «как природные, так и техногенные пожары часто происходят в регионе» и отметил, что высказывать мнение о вероятности того, что эти крупномасштабные пожары станут причиной для международной обеспокоенности, можно будет лишь после проведения расследования.
Постоянный представитель Армении при ООН Армен Мартиросян, подчеркнувший, что с Азербайджаном достигнута договоренность по вопросу миссии, и что решение уже принято в рамках Минской группы, заявил, что вынесение вопроса на повестку дня ООН стало «сюрпризом». В результате Армения, хотя и поддержала резолюцию, заявила, что не согласна с её названием.

## Текст резолюции
Резолюция состоит из 5 пунктов. В пункте I подчёркивается необходимость принятия неотложных природоохранных мероприятий для тушения пожаров в пострадавших районах и ликвидации их негативных последствий. ООН, которая в пункте II документа заявляет, что приветствует совместное сотрудничество и оценивает его как меру по укреплению взаимного доверия, использует термин «стороны» и не даёт никакой ясности по этому поводу. Однако предполагается, что под названием «стороны» имеются в виду Азербайджан и Армения.
Согласно пункту III резолюции, ожидается организация миссии ОБСЕ в регион для оценки краткосрочного и долгосрочного воздействия пожаров на окружающую среду в качестве шага к подготовке природоохранных мероприятий. С этой целью ООН призывает входящие в её состав организации и программы, в частности Программу Организации Объединенных Наций по окружающей среде, предоставить ОБСЕ всю необходимую помощь и экспертные знания, включая, помимо прочего, средства, необходимые для осуществления других мер. Наконец, в последнем абзаце исполняющему обязанности председателя ОБСЕ предлагается представить доклад по этому вопросу государствам-членам Генеральной Ассамблеи до 30 апреля 2007 года.

## Последующие события
После 10-дневной миссии под руководством ОБСЕ с участием экспертов местных организаций, в том числе Программы ООН по окружающей среде, Европейской комиссии, Совета Европейского союза, Совета Европы, представитель организации сообщает, что пожары распространились на большие территории и причинили значительный ущерб. Однако миссия выехала на место уже после того, как пожары прекратились. Далее, на 61-й сессии Генеральной Ассамблеи ООН от 12 января 2007 г. был представлен отчет миссии по установлению фактов, упомянутых в резолюции. Хотя в отчёте подтверждается факт причинения вреда фауне на оккупированных территориях, в нём не указывается, какое государство должно нести за это ответственность. Миссия, которая довольствовалась рекомендациями по принятию профилактических и превентивных мер, также пришла к выводу, что принятие природоохранных мер, требуемых Резолюцией № 60/285, может создать возможность для регионального сотрудничества и в конечном итоге способствовать мирному урегулированию Нагорно-карабахского конфликта.
Генеральная Ассамблея ООН, принимая 14 марта 2008 г. резолюции № 62/243, учла отчёт миссии ОБСЕ, а также упомянула резолюцию № 60/285.